# حسگر مغناطیسی
حسگر مغناطیسی از آهنربای دائمی یا آهنربای الکتریکی تولید شده از جریان AC (برق متناوب) و DC (برق مستقیم) استفاده می‌کند. حسگرهای مغناطیسی به‌طور کلی با توجه به میدان مغناطیسی عمل می‌کنند و ویژگی‌های آن‌ها تحت تأثیر میدان مغناطیسی تغییر می‌کند. از ویژگی‌های این حسگرها غیر تماسی بودن (به انگلیسی: Non contact) آنهاست به این معنی که در آن‌ها هیچ اتصال مکانیکی میان قسمت‌های متحرک و قسمت‌های ثابت وجود ندارد. این خاصیت منجر به افزایش طول عمر آن‌ها می‌شود.

از روش‌های ایجاد این نوع حسگر می‌توان به موارد زیر اشاره کرد:
- خازنی
- نوری
- لیزری
- پیزوالکتریک
- القایی
- مغناطیسی

حسگرهای مغناطیسی بر مبنای رنج میدان اعمالی به صورت زیر تقسیم‌بندی می‌شوند:

- Low field: کمتر از ۱mG
- Medium field: ما بین ۱mG و ۱۰G
- High field: بالاتر از ۱۰G[۱]

## حسگرهای القایی نوع DC
فلوکس گیت (Fluxgate)
SQUID (دستگاه تداخل کوانتومی ابررسانا)
GmI مغناطیس سنج های 
Optical magnetometry سنسورهای نوری